# Марголин, Стюарт
Стюарт Марголин (англ. Stuart Margolin, 31 января 1940, Давенпорт, Айова — 12 декабря 2022, Стонтон, Виргиния) — американский кино- и театральный актёр и режиссёр. Лауреат двух премий «Эмми» за роль Эвелина «Эйнджела» Мартина в телесериале 1970-х годов «Досье детектива Рокфорда». Известен  ролями в сериале «Дымок из ствола» и фильме «Жажда смерти», а также в телесериале «Брет Маверик».

## Биография
Стюард Марголин родился 31 января 1940 года в Давенпорте, штат Айова, в семье Морриса и Гертруды Марголин, но большую часть своего детства провёл в Далласе, штат Техас, где научился играть в гольф.
По словам Стюарда, у него было «хулиганское» детство, его выгнали из государственных школ Техаса, а родители отправили в школу-интернат в Теннесси. Пока он учился в этой школе, его семья переехала в Скоттсдейл, штат Аризона. Когда Марголин был освобождён из исправительного учреждения и ему разрешили вернуться к родителям, он решил жить самостоятельно, уехать в Даллас, чтобы видеть там своих друзей. Его родители договорились, чтобы он посещал там частную школу.
В своей актёрской карьере Марголин играл характерные роли, был занят в различных проектах, иногда в непродолжительных сериалах. Он получил Премию «Эмми» за лучшую мужскую роль второго плана в драматическом телесериале в 1979 и 1980 годах, став одним из пяти актёров, получивших эту награду дважды за одну и ту же роль.
В 1969 году Марголин выступил соавтором и сопродюсером «Баллады об Энди Крокере», телефильма ABC, который стал одним из первых, посвященных теме ветеранов войны во Вьетнаме, «возвращающихся домой». Он также стал соавтором заглавной песни и сыграл в фильме эпизодическую роль, не указанную в титрах. У Марголина была ещё одна, не указанная в титрах роль — водителя универсала в «Героях», ещё одной истории о ветеранах Вьетнама, страдающих тем, что сейчас называется посттравматическим стрессовым расстройством.
Марголин сыграл раввина Дэвида Смолла в фильме 1976 года «Раввин Ланигана», снятом по серии детективных романов, написанных Гарри Кемельманом. Сняться в продолжении сериала он не смог, и его заменил актёр Брюс Соломон.
Марголин снимался в эпизодах телесериалов M*A*S*H («Бананы, крекеры и орехи» и «Операция „Нослифтинг“»), Семья Партриджей («Идите прямо в тюрьму» и «Пенни за его мысли»), «Эта девушка», «Шоу Мэри Тайлер Мур», «Рода», «Земля гигантов», «Двенадцать часов в школе», «Обезьяны», «Любовь, американский стиль» (в котором он был участником Love American Style Players; его брат Арнольд Марголин был исполнительным продюсером сериала), «Каскадёры», «Частный детектив Магнум», «Блюз Хилл-стрит» (в роли букмекера Энди Седита в ряде эпизодов — «Разрубленный на куски» и «Сеул на льду») и «Прикосновение ангела». В мае 2009 года Марголин появился в эпизоде сериала «Студия 30» вместе с Аланом Алдой.
В Канаде Марголин снялся в драматическом сериале CTV / CBS 2009 года «Мост», а также в роли Стэнли Вескотта в эпизоде «Эстакада» (сезон 5, эпизод 2; 2013 год) канадского телесериала CBC «Республика Дойл», который сам был вдохновлён сериалом «Досье детектива Рокфорда». Хотя роль Стэнли Уэскотта не является полным повторением персонажа Ангела Мартина, она обладала многими схожими чертами. В эпизодической роли Большого Чарли Арчера также был снят пасынок Марголина, Макс Мартини.
Марголин снялся также в таких художественных фильмах, как «Герои Келли», «Жажда смерти», «Мир будущего», «Большой автобус» и «Сукин сын».
С начала 1970-х Марголин выступал как режиссёр-постановщик, в числе его фильмов «Шоу Мэри Тайлер Мур», «Сара», «Лодка любви», «Частный детектив Магнум», «Bret Maverick», «Квантовый скачок», «Чудо-женщина» и «Северная сторона». Помимо съёмок в оригинальной версии «Досье детектива Рокфорда», Марголин также снял «Грязные деньги, чёрный свет» (1977), «Каледония — это стоит состояния!» (1974), «Досье детектива Рокфорда: друзья и нечестная игра» (1996), «Досье детектива Рокфорда: если это кровоточит… это ведет» (1998).
В 1996 году он получил Премию Гильдии режиссёров Америки за режиссуру фильма «Лось в солёной воде» и снова был номинирован на неё за режиссуру фильма 1998 года «Самый сладкий подарок». Ему была присуждена премия DGA за постановку драматического сериала «Северная сторона» 1991 года. Он выступил как режиссёр, снялся в одной из главных ролей и написал музыку к «Блестящему куполу» (1984) для канала HBO Pictures.
Марголин написал несколько песен для своего давнего друга — певца и автора песен Джерри Риопелля, для его альбомов с 1967 года. Марголин был связан с группой Риопелля конца 1960-х годов Parade, стал соавтором многих их песен и играя на ударных инструментах. Он и Риопель вместе с участником Shango Томми Рейнольдсом в соавторстве записали в пластинку Shango 1969 года с карибским колоритом «Day After Day (It’s Slippin' Away)», которая заняла 57-е место в чартах США и 39-е место в чартах Канады.
У Марголина были записи в соавторстве с Р. Б. Гривзом, Гэри Льюисом и Playboys в 1968—1969 годах. Соавтор Марголина, Джерри Риопель, в 1971 году начал длительную сольную карьеру. В период с 1971 по 1982 год он выпустил 8 альбомов, каждый из которых содержал как минимум одну песню (часто больше), написанную в соавторстве с Марголиным. Сам Марголин выпустил в 1980 году сольный альбом And the Angel Sings, в который вошли его интерпретации ряда композиций Марголина и / или Риопеля, ранее записанные последним.
С 2004 года Стюард был постоянным участником театральной программы Chautauqua Institution.
С 1982 года Марголин был женат на Патрисии Данн Мартини. У них было трое приёмных детей: Макс Мартини (впоследствии актёр), Мишель Мартини (ставшая художником по костюмам) и Кристофер Мартини (редактор, продюсер и режиссёр).
Стюард был младшим братом лауреата премии «Эмми» режиссёра, продюсера и сценариста Арнольда Марголина, они оба жили в Льюисбурге, Западная Вирджиния, и вместе были заняты там в постановке профессионального общественного театра «Смех на 23-м этаже».
Марголина часто ошибочно принимали за брата актрисы Джанет Марголин (1943—1993); они не были родственниками, хотя появились вместе как муж и жена в одной из серий телесериала 1977 года «Раввин Ланигана».
Марголин, его жена и приёмные дети жили на острове Солт-Спринг в Британской Колумбии, Канада, в течение двадцати двух лет.
По словам падчерицы Мишель Мартини, у Марголина диагностировали рак поджелудочной железы. Он умер в Стонтоне, штат Вирджиния, 12 декабря 2022 года.

## Фильмография

### Фильмы
- 2012 — «Порочная страсть»
- 2006 — «Мистификация»
- 1991 — «Виновен по подозрению»
- 1988 — «Железный орёл 2»
- 1983 — «Класс»
- 1981 — «Сукин сын»
- 1978 — «Дни жатвы»
- 1976 — «Мир будущего»
- 1976 — «Большой автобус»
- 1974 — «Игрок»
- 1974 — «Парень из Калифорнии»
- 1974 — «Жажда смерти» (Эймс Джейнчил, заказчик из Талсы)
- 1970 — «Герои Келли»
- 1970 — «Семья Партриджей»

### Сериалы
- «Секретные материалы»
- «Морская полиция: Спецотдел»
- «Студия 30»
- «Разведка»
- «Мэтлок»
- «Блюз Хилл-стрит»
- «Частный детектив Магнум»
- «Досье детектива Рокфорда»
- «МЭШ»
- «Рода»
- «Дымок из ствола»
- «Эта девушка»
- «Беглец»